# かつら (装身具)

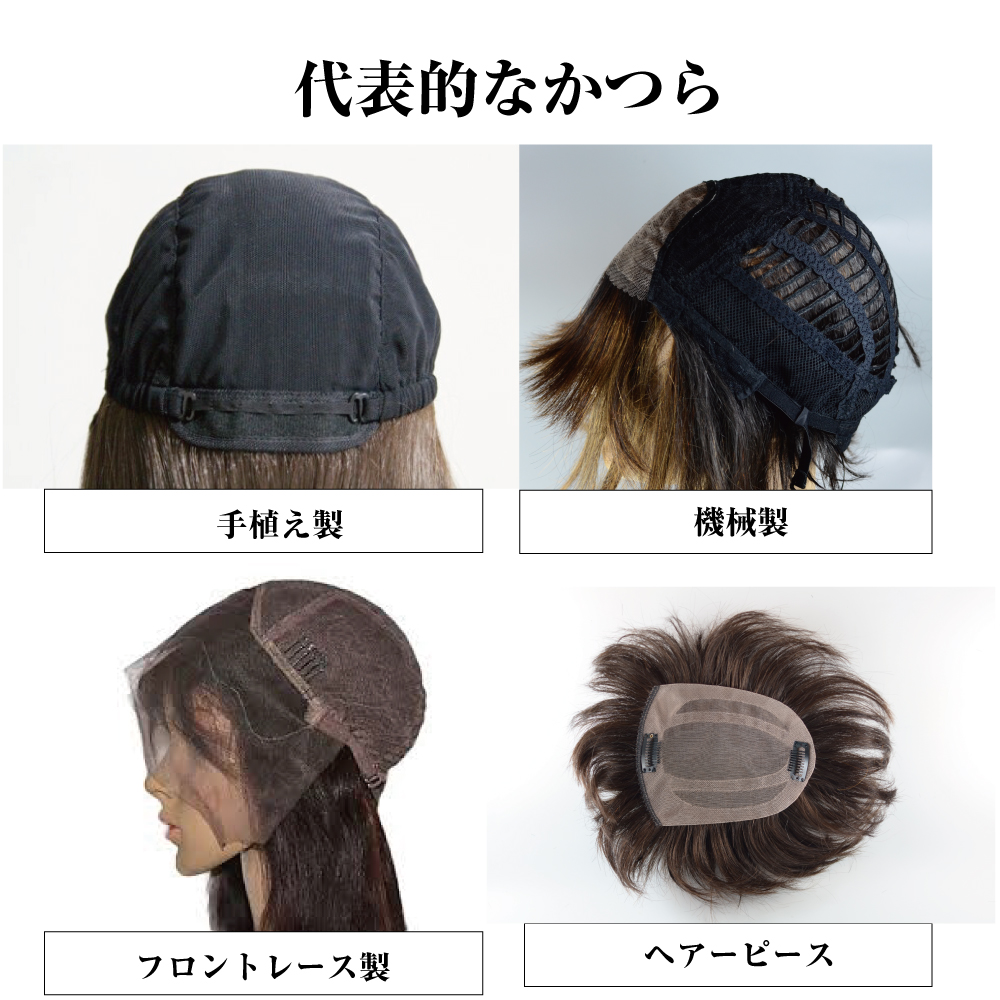
代表的なかつらの種類

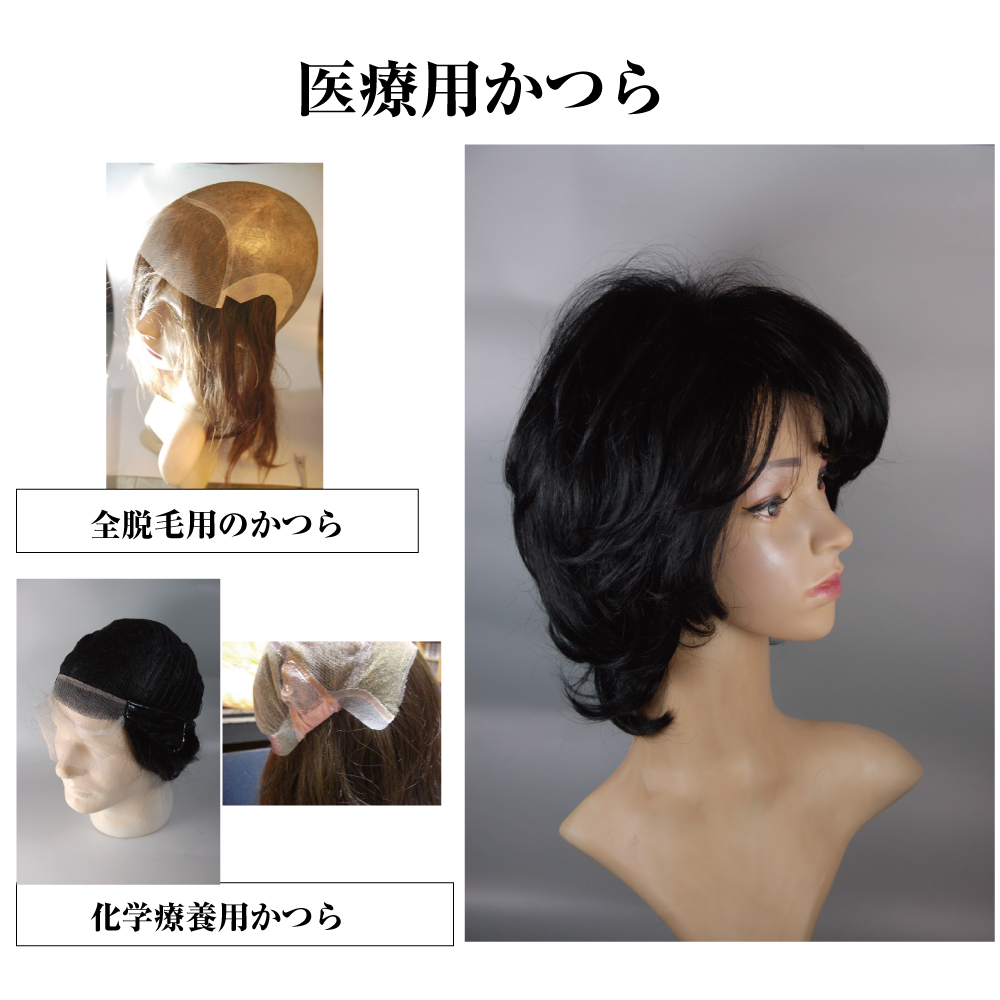
代表的な医療用かつら

かつら（鬘）は、人の頭部にかぶせて、元々ある頭髪を補ったり別の髪型に見せたりするために使う、人毛もしくは人工的な髪のこと。古くは「かづら」と言い、鬘帯や鉢巻きなど、頭髪のように作って頭にかぶったり付けたりするものを指した。現代でも能楽では「かずら」と呼ぶ。

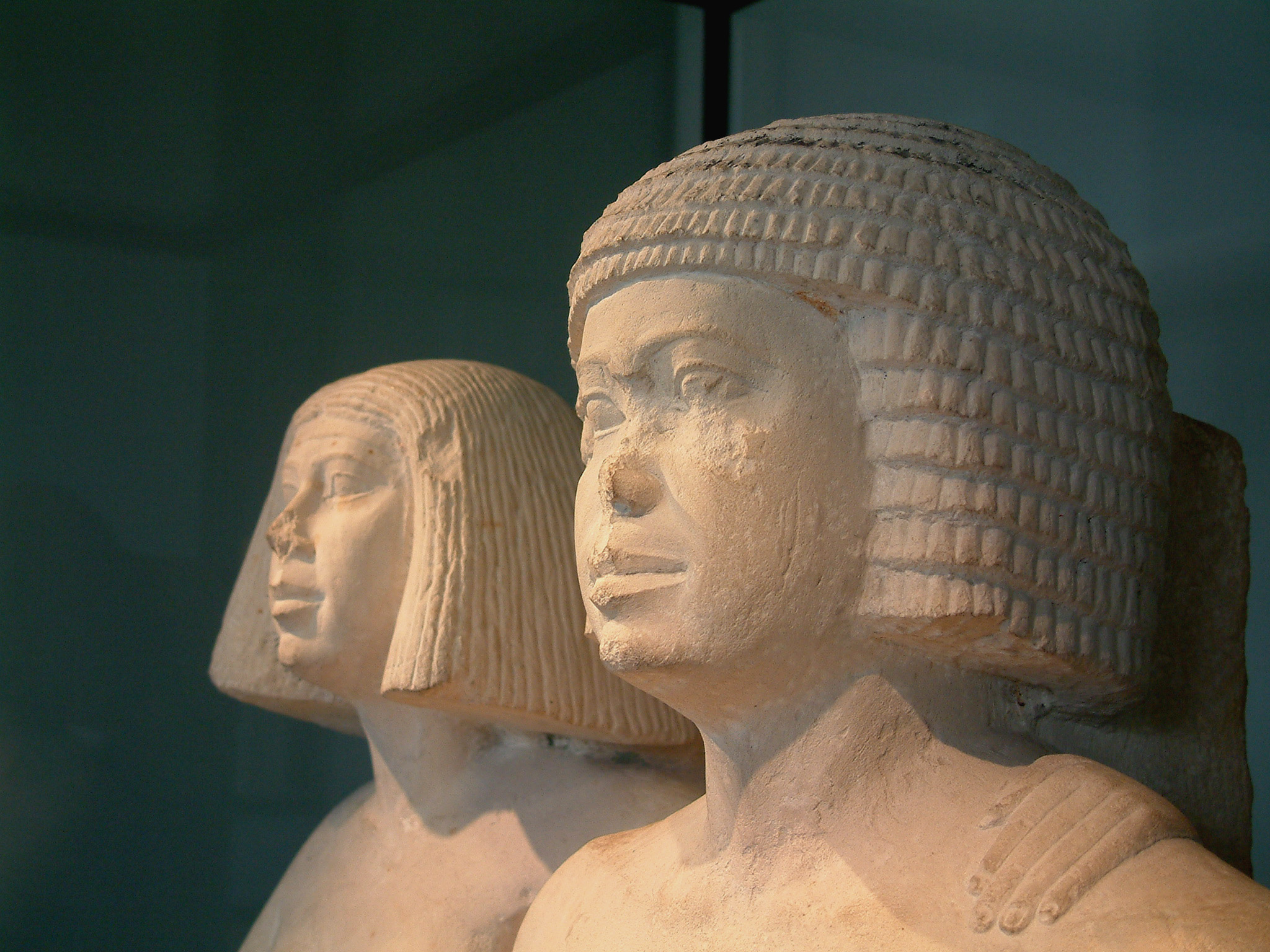
古代エジプトの正装用かつら

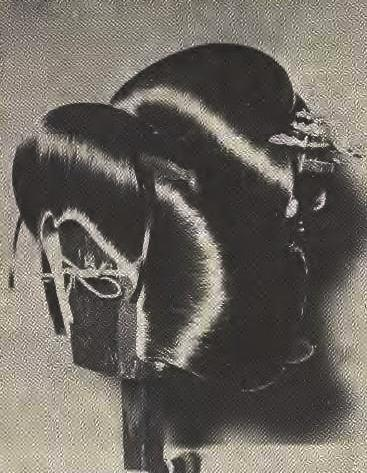
日本髪のかつら。『累』の文金。

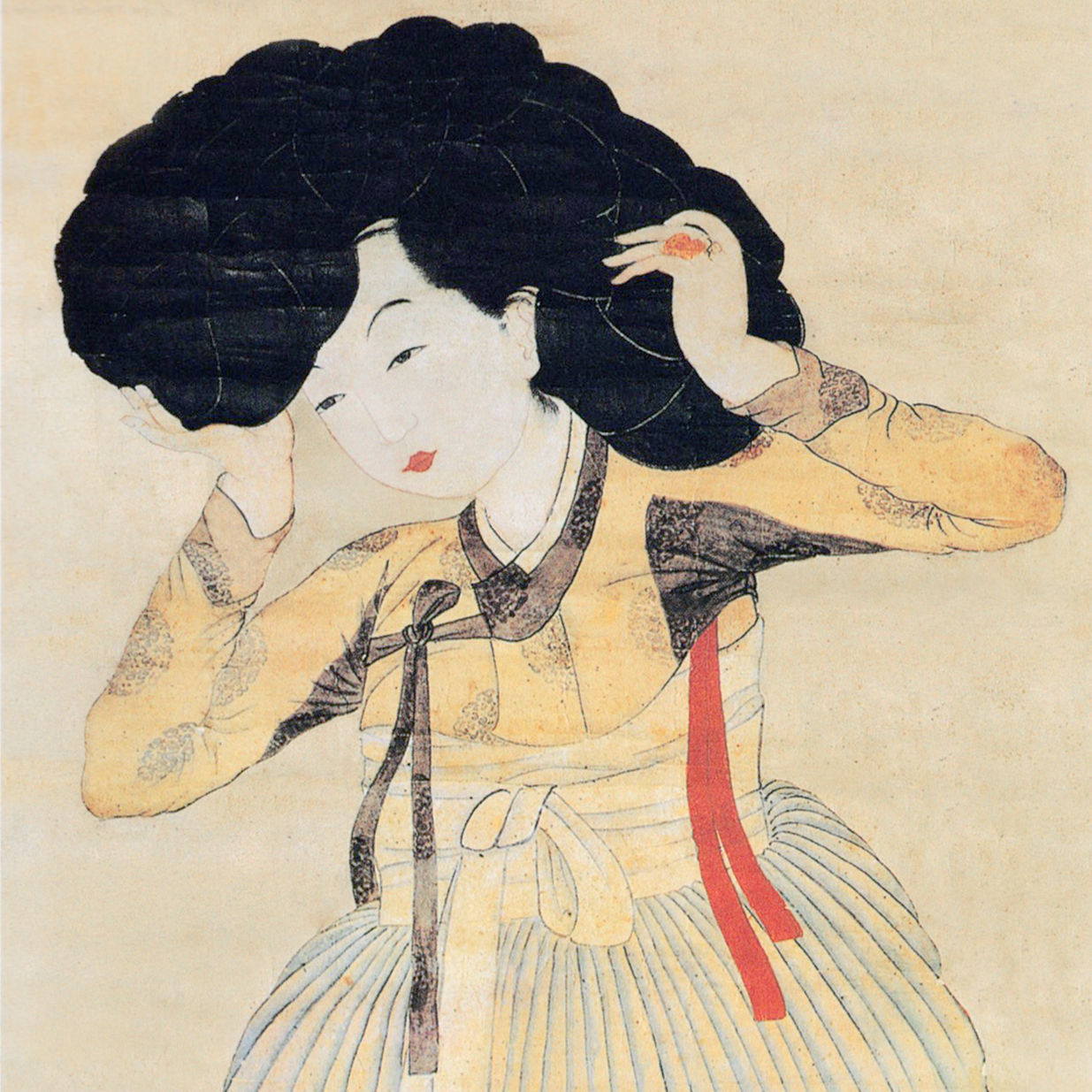
韓国の伝統的なかつら、加髢

## 歴史
かつらの歴史は長く、エジプト、ギリシャ、ローマ、アッシリアなど古代文明の時代からファッションとして、あるいは脱毛を隠すために使用されてきた。日本でも古代の頭飾具として蔓草（かづらぐさ）を頭にかける習俗があり、花や葉、珠などの飾りを花蔓、柳蔓、玉蔓などと呼ぶようになり、そこから「かつら」の語が派生したとされる。髪型としてのかつらが現れたのは足利時代とされ、能楽で面とともに扮装用に使われた。その後、歌舞伎など演劇用として発達し、断髪が増えた明治時代以降は、日本髪や巻き上げ髪用として広く使われるようになった。

## 種類と用途
実際の人間の髪（人毛）を利用して作られたものや、ポリエチレンなど化学繊維（人工毛）を利用して作られたもの、またその二つを混合しそれぞれの特徴を活かそうとしているかつらなど様々なかつらが存在する。
かつらは、化粧品でも医薬部外品でもないが、頭髪と密接な関係がある雑貨である。かつらを大きく分けると、全頭用と部分用に分類される。全頭用は、その言葉どおり頭全体をスッポリかぶせるものでフルウィッグと呼ばれる。全体に頭髪の薄い人、あるいは広範囲におきた多発性円形脱毛症の患者などが使用する。一方部分用は,部分的に髪の薄い人（AGA)や、手術とか熱傷によって範囲を限った傷や、脱毛部分を持つ人が、その部分だけに限定的につけるもので、大きさはいろいろあり子供用のものもある。
かつらは、「(髪が薄いか否かに関わらず)髪型や髪の色などを変えるための変装用途としてつける全頭かつら」と、「社会的偏見視から解放されることを目的とした全頭用かつら」とに分けられる。実際の社会生活(QOL)で対人・対面的に自然に見えるかつらを装着することが可能なのは、頭皮一体型のかつら、あるいは、部分かつらのみである。
ポニーテールなどの髪型にするため、シニヨンに結ぶなどした自毛と組み合わせて用いる毛も、世界的な観点からも大きな需要がある。これは「髪の延長を目的とした毛」であることからエクステンションあるいは付け毛と呼ばれ、部分用かつらの中のさらに細分化した概念となっている。

### 薄毛化に対する効用
かつらは、頭部における各種脱毛症の対処法としては最も手軽で、現実的な方法である。「ハゲている（髪が薄い）」ことは、昨今の人間にとって、しばしば差別の原因となったり、極めて強いストレスとなる。そのため消極的になり、人によっては家に閉じこもるなど、社会生活に支障をきたすこともある。これをかつらで被覆することで、性格も明るくなり、自信を持ち、積極的になるなど、生活の質（クオリティ・オブ・ライフ)の上からも、きわめて大切な手段となる。また、難治だった広範囲の円形脱毛症が、かつらを使用した後から、急速に軽快したという例も少なくない。

### 西洋の正装として

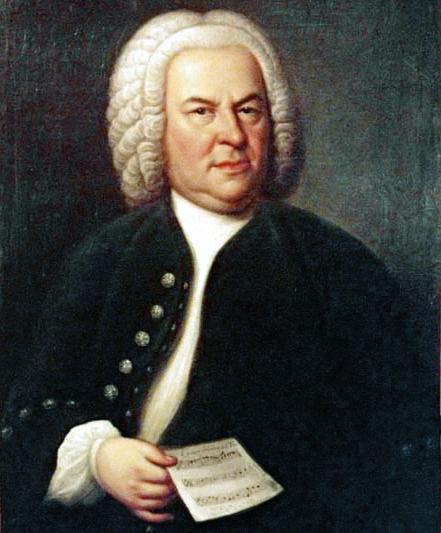
バッハの肖像画。特徴的な髪型はかつらによるもの。

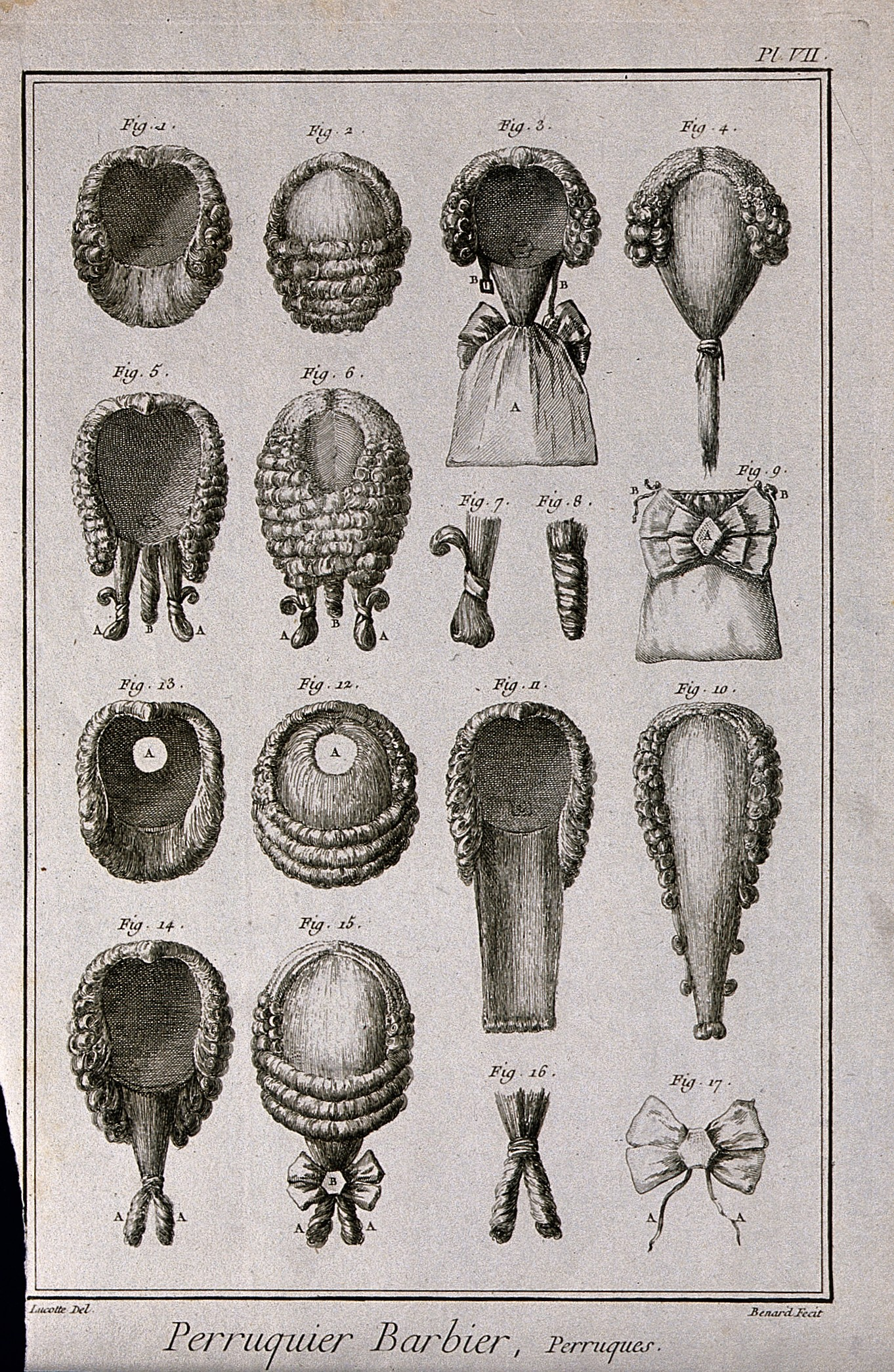
西洋のかつら各種

16世紀の西洋では、ノミやシラミが流行していたことから、衛生状態を保つために地毛の頭髪を短く剃って、人毛を編んだかつらを使用するのが、一般化した。18世紀になって生活の環境が改善してからもその習慣は残り、1800年頃まで正装の一部としてかつらが着用されていた。
クラシック音楽の作曲家など、当時の人物の肖像画が似たような髪型で描かれているのはすべてかつらを着用しているためである。
イギリスの裁判で、（民事法廷を除く）裁判官や検事、弁護士がかつらを着用するのはこの習慣である。
宗教
正統派ユダヤ教では、既婚女性が夫以外の男性に地毛を見せないようツェニーウートという服飾規定によって定められており、シェイテルというウィッグや帽子やフードをかぶることとされている。

### その他の需要
テレビ番組、映画撮影、演劇などの舞台芸術で、演者がその役を果たす上で衣装と共に重要なもの。

床山、結髪師も参照。
テレビを通して見る場合の本人の映り方は、人気を維持するために有効であるためとされる。

## 使用方法
かつらが新しい毛の発毛に障害を与えることはない。しかし、帽子をかぶっているのと同じで、着用部の皮膚温は高くなり、汗は蒸発が抑えられて溜まる。頭は常在細菌が多い部分であるため、それらが増殖し、ひいては炎症が起こりやすくなる。かつら着用後は、毎日かつらを取り外しての頭皮の洗髪を心掛ける必要がある。かつら本体の洗浄も定期的（1週間程度）に心掛けることが必要。かつらが洗えたり、セットできることを知らない人も多く、使用を勧める場合（相談を受けたときも）には、これらを含めて適切なアドバイスをすることもある。

## かつらの近代化

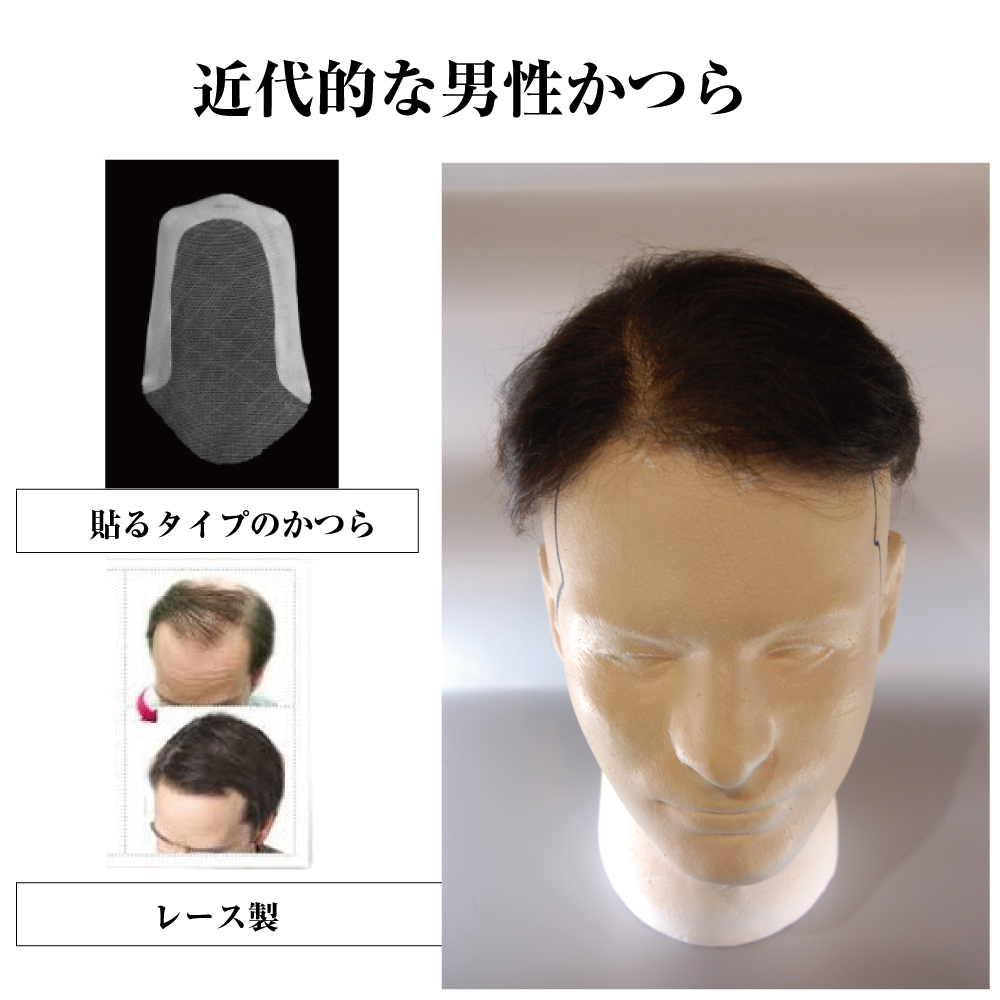
近代的な男性用かつら

以前は舞台用あるいは女性のおしゃれ用として考えられてきたが、近年では目覚しいほどの技術の発展により、男女問わずかつらの使用者は2009年頃から増える傾向にある。
使用者が増えた大きな理由は、かつらの製作技術がすぐれたことによるものである。また、男性用に限っては、以前よりかつら使用者への他人からの偏見が減少したためである。2000年頃から登場した、特に男性型脱毛症（Androgenetic Alopecia=AGA）による社会的偏見視から人々の目を遠ざけることを目的として欧米で開発された"頭皮一体型の薄型かつら"の普及は目覚しいものがある。通称は"貼るタイプ"のかつらである。
また、普及した要因の一つとして、これまで「かつらは車一台分」や「かつらで年収がわかる」といわれるほど高価とされてきたため、ごく一部の人が利用してきたという概念を覆した点にある。
従来式と呼ばれるかつらは、比較的生地の厚いかつらのことを指し、製品の短い寿命から価格との折り合いがつかなくなり年々生産が減少している。

## 価格
コスプレやハロウィンといった仮装あるいは変装用を目的としたかつらは、これまでと比べすでに価格は仕入れ値に近い底をついており、比較的安価なもので2千円、高価なもので1万円となっている。
年齢層の高い女性用のヘアピースと呼ばれる部分かつらは、製品価格に大幅な差が生じていて、5千円 - 30万円である。差が生じる要因としては、企業戦略に基づく広告宣伝費や、消費者が快適に使用するために独自開発された人工毛や生地による違いとされる。
頭皮一体型のかつらは、ビジネスマンなどが通常の勤務に装着しても不自然でないことが重要な要素となるため、価格に大幅な差が生じる。相場としては、大企業のもので(4枚50万円 - 70万円）中小企業や個人事業のもので(1枚2万円 - 10万円)というのが一般的である。
従来式と呼ばれる比較的生地の厚いかつらは、製品が酸化して使い物にならなくなるまでの消耗品としては価格が高いため、年々需要は減りつつある。
現在は大企業でもほとんどの場合が、近代化したかつらを主力製品として製造し販売を行っている。

## 製造・生産
現在では、主に中国、タイ、インドネシア、北朝鮮などの国で製造されている。製品の自然さを追求すると、手植えによる職人の技術が必須であるためでもある。機械植えで製造できる製品は、変装用途を目的とした比較的安価なかつらと、一部の近代化した薄型のかつらのみである。

## 主要メーカー
- アートネイチャー
- アデランス
  - フォンテーヌ - アデランスの女性向けブランド

## 原材料
人毛
古来から人毛の売買が行われている。
長く美しい髪は高額となるため髪泥棒という犯罪も起きた。
病気などで髪を失った人のための寄付としてヘアドネーションという取り組みがある。